# Армія повстання та визволення квірів
Армія повстання та визволення квірів (англ. The Queer Insurrection and Liberation Army) (TQILA) — квір-анархістська збройна група та підрозділ Міжнародних революційних партизанських сил, сформована 24 липня 2017 року ЛГБТ членами МРПС. Про утворення підрозділу було оголошено в місті Ракка, разом з їхніми цілями та вимогами; систематичне переслідування ЛГБТ людей ІДІЛом було виділено як важливу мотивацію для створення групи. Повідомляється, що TQILA є першим ЛГБТ-підрозділом для боротьби проти Ісламської держави і очевидно, першим ЛГБТ-ополченням на Близькому Сході.

## Становлення
Фото, на якому бійці позували поряд зі знаком з девізом "Ці педики —вбивають фашистів" та два прапори - прапор групи та прапор ЛГБТ - набули вірусного характеру. 
Підрозділ, як і решта МРПС, є членом Міжнародного батальйону за свободу. На одному з знімків групи представлені командувач Міжнародного батальйону за свободу Гевал Магір та марксистсько-ленінські партизанські групи TKP / ML TİKKO, які тримають прапор ЛГБТ.
Незважаючи на те, що підрозділ був членом Міжнародного батальйону за свободу, деякі ЗМІ помилково повідомили, що TQILA був офіційним підрозділом Сирійських демократичних сил, що спричинило плутанину. У відповідь Мустафа Балі, директор ЗМІ СДС, спростував ці обвинувачення. Заявивши, що в коаліції немає ЛГБТ-бригади. Однак він не заперечив існування ЛГБТ-бригади у складі Міжнародного батальйону за свободу.